# Diemenomyia praetenuis praetenuis
Diemenomyia praetenuis praetenuis is een ondersoort van de tweevleugelige Diemenomyia praetenuis uit de familie steltmuggen (Limoniidae). De soort komt voor in het Australaziatisch gebied.